# Nan’an (sockenhuvudort i Kina, Sichuan Sheng, lat 29,78, long 103,49)
Nan'an (kinesiska: 南安, Nan’an, 南安乡) är en sockenhuvudort i Kina. Den ligger i provinsen Sichuan, i den sydvästra delen av landet, omkring 110 kilometer sydväst om provinshuvudstaden Chengdu. Antalet invånare är 9 684. Befolkningen består av 4 642 kvinnor och 5 042 män. Barn under 15 år utgör 9,0 %, vuxna 15-64 år 75 %, och äldre över 65 år 14,0 %.
Runt Nan'an är det tätbefolkat, med 356 invånare per kvadratkilometer. Det finns inga andra samhällen i närheten. I omgivningarna runt Nan'an växer i huvudsak blandskog.
Genomsnittlig årsnederbörd är 1 512 millimeter. Den regnigaste månaden är juli, med i genomsnitt 367 mm nederbörd, och den torraste är januari, med 14 mm nederbörd.